# Weltgewerkschaftsbund
Der Weltgewerkschaftsbund (Abk. WGB, englisch World Federation of Trade Unions, französisch Fédération syndicale mondiale) ist ein internationaler Gewerkschaftsdachverband. Er wurde 1945 durch den Zusammenschluss zahlreicher Gewerkschaften gegründet. Besonders die sowjetische Profintern sollte mit der Amsterdamer Gewerkschaftsinternationale zusammengeführt werden.
Der Kalte Krieg führte 1949 zur Spaltung der internationalen Gewerkschaftsbewegung: in den westlich-demokratischen Internationalen Bund Freier Gewerkschaften (IBFG) sowie den Weltgewerkschaftsbund (WGB), der die Gewerkschaften der sozialistischen Staaten mit denen vereinte, die in den nichtsozialistischen Staaten den kommunistischen Parteien nahestanden und blieben. Der Sitz des WGB war bis zur Spaltung im Jahr 1949 in Paris, anschließend in Prag und seit 1999 in Athen.
Verhandlungssprachen des WGB waren Französisch, Englisch, Spanisch, Russisch und Deutsch. Heute sind Russisch und Deutsch nicht mehr Verhandlungssprachen.
Bis zum Ende der kommunistischen Diktaturen in Osteuropa nach den Revolutionen im Jahr 1989 war der Weltgewerkschaftsbund laut Wolfgang Rudzio eine kommunistische Frontorganisation.

## Weltgewerkschaftskongresse
I. Weltgewerkschaftskongress
- 3.–8. Oktober 1945 in Paris

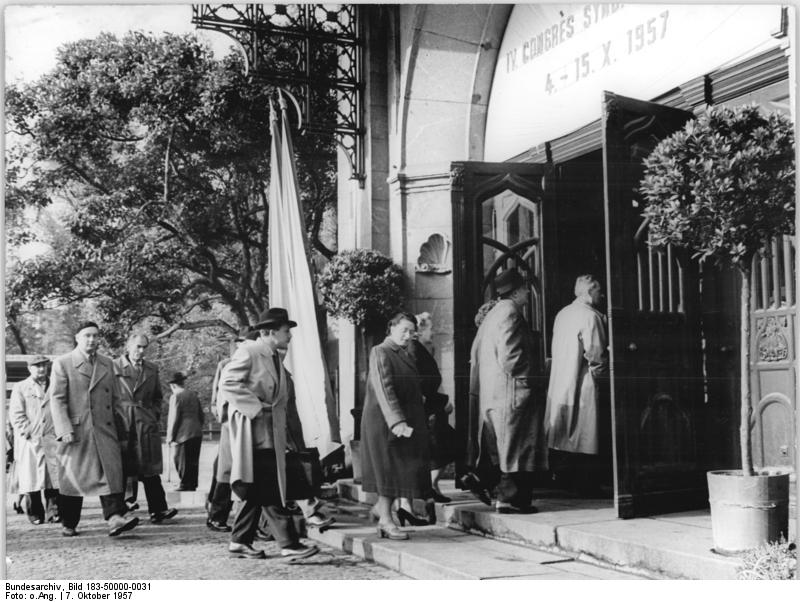
IV. Weltgewerkschaftskongress 1957 in der Kongreßhalle Leipzig

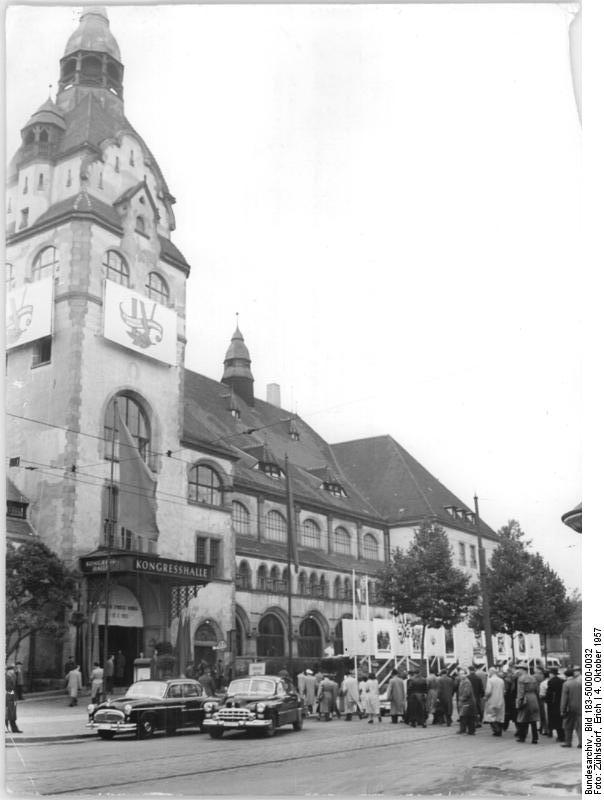
IV. Weltgewerkschaftskongress 1957 in der Kongreßhalle Leipzig

- Beschluss Satzung und Programm, Wahl des Generalrates, Gründung von Berufssekretariaten (später IVG)
- Präsident Sir Walter Citrine (Großbritannien)
- Generalsekretär Louis Saillant (Frankreich)

II. Weltgewerkschaftskongress
- 29.–9. Juli 1949 in Mailand
- Beschluss Neuaufstellung nach der Spaltung
- Präsident Giuseppe Di Vittorio (Italien)
- Generalsekretär Louis Saillant (Frankreich)

III. Weltgewerkschaftskongress
- 10.–21. Oktober 1953 in Wien
- Beschluss
- Präsident Giuseppe Di Vittorio (Italien)
- Generalsekretär Louis Saillant (Frankreich)

IV. Weltgewerkschaftskongress
- 4.–15. Oktober 1957 in Leipzig
- Beschluss
- Präsident Giuseppe Di Vittorio (Italien)
- Generalsekretär Louis Saillant (Frankreich)

V. Weltgewerkschaftskongress
- 4.–15. Dezember 1961 in Moskau
- Beschluss
- Präsident Renato Bitossi (Italien)
- Generalsekretär Louis Saillant (Frankreich)

VI. Weltgewerkschaftskongress
- 8.–22. Oktober 1965 in Warschau
- Beschluss
- Präsident Renato Bitossi (Italien)
- Generalsekretär Louis Saillant (Frankreich)

VII. Weltgewerkschaftskongress
- 17.–26. Oktober 1969 in Budapest
- Beschluss
- Präsident Enrique Pastorino (Uruguay)
- Generalsekretär Pierre Gensous (Frankreich)

VIII. Weltgewerkschaftskongress
- 11.–16. November 1974 Warschau
- Beschluss
- Präsident Enrique Pastorino (Uruguay)
- Generalsekretär Pierre Gensous (Frankreich)

IX. Weltgewerkschaftskongress
- 16.–22. April 1978 in Prag
- Beschluss
- Präsident Sándor Gáspár (Ungarn)
- Generalsekretär Enrique Pastorino (Uruguay)

X. Weltgewerkschaftskongress
- 10.–15. Februar 1982 in Havanna
- Beschluss
- Präsident Sándor Gáspár (Ungarn)
- Generalsekretär Ibrahim Zakaria (Sudan)

XI. Weltgewerkschaftskongress in Berlin
- 16.–22. September 1986
- Beschluss
- Präsident
- Generalsekretär

XII. Weltgewerkschaftskongress
- 13.–19. November 1990 in Moskau
- Beschluss
- Präsident
- Generalsekretär Pierre Gauzou Frankreich

XIII. Weltgewerkschaftskongress
- 1994 in Damaskus
- Beschluss war die Neuausrichtung nach den politischen Änderungen der letzten 5 Jahre

XIV. Weltgewerkschaftskongress
- 25.–28. März 2000 in Neu-Delhi
- Präsident K.L.Mahendra, General Secretary, AITUC, (Indien)
- Generalsekretär Alexander Zharikov (Russland)

XV. Weltgewerkschaftskongress
- Anfang Dezember 2005 in Havanna
- Präsident: Mohamad Shaban Assouz, GFTU (Syrien)
- Generalsekretär: Giorgos Mavrikos, PAME (Griechenland)

XVI. Weltgewerkschaftskongress
- 6.–10. April 2011 in Athen

## Berufs- und Fachgewerkschaften
Die Berufs- bzw. Fachgewerkschaften sind innerhalb des WBG in Internationale Vereinigungen der Gewerkschaft (französisch: UIS, spanisch: UIS, englisch: TUI, deutsch: IVG) zusammengefasst worden.

### IVG der Werktätigen der Bau-, Holz- und Baustoffindustrie
- Sitz: Helsinki
- Präsidenten:
  - Walter Tille (1957–1960)
  - Lothar Lindner (1960–1990)
- Generalsekretäre:
  - Veiko Porkala, Finnland

### IVG Bergbau
Sitz Prag, von 1956 bis 1990

### IVG der Werktätigen der öffentliche Dienste und verwandter Berufe
- Sitz bis 1992 Berlin, von 1992 bis 1996 Paris, seitdem Neu-Delhi
- Publikation: vierteljährlich Bulletin

Die IVG, 1949 durch die Gewerkschaften der Post-, Telegrafen- und Radioarbeiter gegründet, erweitert ihr berufliches Spektrum des öffentlichen Dienstes, fast aller Branchen, vor allem seit dem I. Internationalen Berufskongress in Wien 1955. In der IVG sind die Gewerkschaften im Wesentlichen folgender Branchen vereinigt:
- Staatsarbeiter und Angestellte, sowie der Justiz
- Kommunale- und Gemeindearbeiter und Angestellte
- Beschäftigte der Post-, Telegrafen- und Radiodienste
- Beschäftigte des Gesundheitswesens
- Beschäftigte der Staatsbanken, Sparkassen, Banken und Versicherungen

Auf den Berufskongressen wurden deshalb fünf Brachenkommissionen gewählt, die während des Kongresses die Arbeit aufnahmen und sie in der Zeit zwischen den Kongressen fortsetzten. Deshalb wurden die Vorsitzenden der Branchenkommissionen zu den Tagungen des Vorstandes eingeladen. Auf diese Weise wurde die Arbeit des Vorstandes mit den spezifischen Problemen der Branchen verbunden. Das war besonders günstig für die Einflussnahme, die Zusammenarbeit und den Dialog zu Aufgaben, beruflichen Rechten und Freiheiten sowie auf die Einflussnahme auf die Internationale Arbeitsorganisation (ILO) und internationale Normenwerke.
1949 Gründungskongress

Es fand eine erste Konstituierung der Organisation statt, ein erstes Programm für die Gewerkschaften der Post-, Fernmeldewesen und Radioanstalten wurde erarbeitet, sowie eine innere Satzung der IVG beschlossen. Der Kongress wählte einen Verwaltungsausschuss (Administrativkommission). Ein Manifest richtete an die Teilnehmer einen eindringlichen Aufruf an alle PTTR-Gewerkschaften zur „Zusammenarbeit und Solidarität im Ringen um Frieden, sozialen Fortschritt und gewerkschaftliche Freiheiten“.
- Präsident
  - 1949–1955 Jaroslaw Kolar aus der CSSR
- Vizepräsidenten
  - 1949–1955 René Duhamel aus Frankreich
  - 1949–1955 A.J. Jussupow aus der UdSSR
- Generalsekretär
  - 1949–1955 Willi Baumgart

I. Internationaler Berufskongress 1955

Erstmals trafen sich internationale Gewerkschaften der verschiedenen Branchen des Öffentlichen Dienstes und verwandter Berufe. Sie konstituierten eine IVG für die Gewerkschaften des Öffentlichen Dienstes aus den industrialisierten Ländern, den aufkommenden sozialistischen Staaten und der Dritten Welt. Dazu wurde ein neues Statut beschlossen. Die IBK-Teilnehmer drückten ihren Willen aus, neue und gemeinsame Anstrengungen zu unternehmen, gewerkschaftliche Rechte und ein demokratisches Dienstrecht durchzusetzen. Dazu wurde ein internationales Aktionskomitee gebildet.
- Präsident
  - 1955–1968 René Duhamel aus Frankreich
- Generalsekretär
  - 1955–1958 Willi Baumgart

II. Internationaler Berufskongress 1959
Hervorzuheben ist der „Beschluss zu einer Deklaration über Rechte und Garantien der Werktätigen des öffentlichen Dienstes“. Die Verteidigung des Friedens, das Ringen um Abrüstung und das Verbot von Kernwaffen wurde immer mehr Bestandteil der sozialen und wirtschaftlichen Forderungsbewegungen.
- Präsident
  - 1955–1968 René Duhamel aus Frankreich
- Vizepräsidenten
  - 1955–1968 Grigori Petelin aus der UdSSR
- Generalsekretär
  - 1958–1961 Paul Wolf
  - 1961–1964 Willi Albrecht

III. Internationaler Berufskongress 1964

Der IBK orientierte auf verstärkte Arbeit in den Branchenkommissionen, um die spezifischen Probleme und Forderungen der Beamten, Angestellten und Arbeiter wirksamer zu vertreten. Mit einer breiten Welle der Solidarität reagierte der IBK auf aktuelle gewerkschaftliche Kämpfe in Großbritannien, Japan, Belgien, Angola, Zypern und anderen Staaten.
- Präsident
  - 1955–1968 René Duhamel aus Frankreich
- Vizepräsidenten
  - 1955–1968 Grigori Petelin aus der UdSSR
- Generalsekretär
  - 1964–1977 Dagobert Krause

IV. Internationaler Berufskongress 1968

- Präsident
  - 1968–1982 Raymond Barberis aus Frankreich
- Generalsekretär
  - 1964–1977 Dagobert Krause

IV. Internationaler Berufskongress 1972

- Präsident
  - 1968–1982 Raymond Barberis aus Frankreich
- Generalsekretär
  - 1964–1977 Dagobert Krause

V. Internationaler Berufskongress 1977

- Präsident
  - 1968–1982 Raymond Barberis aus Frankreich
- Generalsekretär
  - 1977–1985 Hans Lorenz

VI. Internationaler Berufskongress 1982

- Präsident
  - 1982–1992 Alain Pouchol aus Frankreich
- Generalsekretär
  - 1977–1985 Hans Lorenz
  - 1986–1992 Jochen Meinel

VII. Internationaler Berufskongress 1982

- Präsident
  - 1982–1992 Alain Pouchol aus Frankreich
- Generalsekretär
  - 1986–1992 Jochen Meinel

IX . Internationaler Berufskongress 1992

Durch den Zusammenbruch der Sowjetunion und den politischen und gesellschaftlichen Änderungen in den Ländern des ehemaligen Ostblocks kam die internationale Arbeit teilweise zum Erliegen und musste neu geordnet werden. Der Schwerpunkt verlagerte sich von Europa nach Asien, Afrika und Lateinamerika. Die bis dahin hauptamtliche Arbeit musste durch ehrenamtliche Arbeit von gewerkschaftlichen Mitarbeitern in den einzelnen Ländergewerkschaften organisiert werden.
X. Internationaler Berufskongress 1998

Aus finanziellen Gründen wurden die Strukturen neu definiert. Die IVGen Gesundheit, Bildung und Arbeiter und Angestellte des Öffentlichen Dienstes schlossen sich zusammen. Die Präsenz in Europa ist sehr schwach geworden.
- Präsident
  - 1998–? Lulamile Sotaka (Südafrika)
- Generalsekretär
  - 1998–? bis Sukomal Sen (Indien)

### IVG Transport
- Sitz Budapest
- Präsident
- Generalsekretär Ganguli (Indien)

### IVG Metall
- Sitz Prag bis 1990, ab 1998 nach der Reorganisation Mexiko-Stadt
- Präsident bis 1990 Reinhard Sommer (Deutschland)
- Generalsekretär bis 1990 Piere Gensson (Frankreich)

### IVG Nahrungs- und Lebensmittelarbeiter
- Sitz Sofia

### FISE–Lehrer und Erzieher
Einzige Vorkriegsorganisation, die dem WGB beigetreten ist.
- Sitz Paris, Prag und seit 1985 Berlin
- Präsident bis ? Paul Ruhig (Deutschland)
- Generalsekretär ...... (Frankreich)

### IVG Chemie
Sitz Budapest von 1956 bis 1990 ab 1998 nach der Reorganisation Mexiko-Stadt im Zusammenschluss mit IVG Metall

### IVG Land–und Forstarbeiter
- Sitz Prag von 1960 bis 1990
- Präsident
- Generalsekretär Bonari (Italien)

### Ständiges Komitee für Gewerkschaften der Druck- und Papierarbeiter
- Sitz Berlin
- Präsidenten
  - 1967–1973 Heinz Oehler
  - 1973–1987 Heinz Deckert